# 荒茅站
荒茅站（日语：／ Arakaya eki */?）是位於島根縣出雲市荒茅町，西日本旅客鐵道（JR西日本）大社線的鐵路車站（廢站）。

## 歷史
- 1958年（昭和33年）4月1日：日本國有鐵道車站啟用[1][2]。當時只有柴油列車停靠[1]（無人車站[3]）。
- 1987年（昭和62年）4月1日：伴隨國鐵分割民營化，車站由西日本旅客鐵道（JR西日本）營運[1]。
- 1990年（平成2年）4月1日：大社線全線廢除，此站也被廢除[1]。

## 車站構造
此站是地面車站，原本設有1面1線的單式月台。此站是無人車站。此站沒有站舍，月台上設有候車室。

## 車站周邊
車站周邊是荒茅盆歌發祥之地，沙丘葡萄的產地。
- 陸上自衛隊出雲駐屯地

## 相鄰車站
西日本旅客鐵道（JR西日本）
大社線
出雲高松－荒茅－大社

## 注腳
1. 1 2 3 4 5 6  石野哲（編）.  初版. JTB. 1998-10-01: 331. ISBN 978-4-533-02980-6 （日语）.
2. ↑  . 官報. 1958-03-25 （日语）.
3. ↑  . 鐵道公報（日语：鉄道公報） (日本國有鐵道總裁室文書課). 1958-03-25: 2 （日语）.

## 相關項目
- 日本鐵路車站列表 A